# Heinz Massingh
Heinz Massingh (* 17. September 1897 in Köln; † 24. Dezember 1966) war ein deutscher Manager und Wirtschaftsfunktionär.
Massingh war der Sohn des Kaufmanns Nikolaus Massingh und dessen Ehefrau Maria geborene Welker. 1922 heiratete er Gretel geborene Schenk. Er studierte an der Universität Köln.
Massingh war Vorstandsmitglied der A. Riebeck’sche Montanwerke, die 1926 in die IG-Farben integriert wurden. Er wurde geschäftsführender Gesellschafter der Großalmeroder Schmelztiegelwerke Becker & Piscantor in Großalmerode. Er war von 1952 bis 1966 Präsident der Industrie- und Handelskammer Kassel.
1962 wurde er mit der Philipps-Plakette der Philipps-Universität Marburg ausgezeichnet. Am 17. Oktober 1966 wurde er für seine materielle Unterstützung der Philipps-Universität mit der Ehrensenatorenwürde geehrt. Er hatte sich bei den Gremien der Industrie- und Handelskammer für eine Förderung der Universität eingesetzt. Er wurde mit dem Großen Bundesverdienstkreuz ausgezeichnet.